# Фаррухи, Джурахон
Фаррухи Джурахон (тадж. Фарруҳи Джурахон, 1990, Таджикская ССР, СССР) — таджикский футболист, играющий за «Регар-ТадАЗ». Амплуа — полузащитник.

## Карьера
Начал карьеру в «Равшане». Там играл до 2012 года, в последний год своей карьеры в «Равшане» стал чемпионом Таджикистана. Также в мае 2012 года в составе сборной Хатлонской области участвовал в контрольном матче против сборной Таджикистана до 22 лет.
Перед началом сезона 2013 года перешёл в «Регар-ТадАЗ». За новый клуб сыграл 1 матч в Кубке АФК.